# Łowik szerszeniak
Łowik szerszeniak (Asilus crabroniformis) – gatunek dużej muchówki z rodziny łowikowatych (Asilidae).
MorfologiaWielkość: 22–30 mm. Ciało smukłe, ale silnie zbudowane, pokryte włoskami. W ubarwieniu występują trzy kolory: żółty, czarny i brązowy. Odnóża długie, pokryte włoskami. Głowa wyraźnie oddzielona od reszty ciała, znajdują się na niej: duże oczy, krótkie czułki oraz dobrze rozwinięta kłujka.
Tryb życiaŁowik szerszeniak jest doskonałym myśliwym. Poluje na różnego rodzaju muchówki, małe i średniej wielkości motyle, błonkówki (nie waha się atakować nawet pszczół i szerszeni), szarańczaki, chrząszcze itp. Na swoje ofiary łowik czatuje na pniakach, parkanach lub kamieniach w najgorętszym okresie dnia. Swoje ofiary chwyta w powietrzu. Larwy łowików żyją w glebie bądź w odchodach zwierząt roślinożernych, gdzie żywią się szczątkami organicznymi oraz larwami owadów. Po dwóch lub trzech tygodniach przepoczwarczają się w dorosłe osobniki.
Zobacz teżOwady Polski